# 윈도우 NT 4.0
윈도우 NT 4.0(영어: Windows NT 4.0)은 윈도우 NT의 기술을 가지고 있으면서 윈도우 95의 인터페이스를 가지고 있는 마이크로소프트의 운영 체제다. 코드네임은 “카이로”(Cairo)이다. 기업을 대상으로 한 제품으로, 1996년 8월 24일에 출시되었다. 그리고 NT라는 명칭을 가지고 있는 마지막 윈도우 NT 시리즈이기도 하다. 약간의 편법을 이용하면 Windows Media Player 7.1과 DirectX 5.0 beta도 설치할 수 있다.
윈도우 NT 사상 처음으로 플러그 앤 플레이를 지원하였으며, 새로운 작업 관리자도 도입했다. 윈도우 NT 4.0에는 인터넷 익스플로러 2 (한국어 버전에는 인터넷 익스플로러 3) 가 내장되어있고, 인터넷 익스플로러 6를 지원하는 가장 오래된 윈도우다. 윈도우 NT 4.0 서버 에디션은 마이크로소프트 IIS 2.0을 탑재하였다. 윈도우 NT 4.0 워크스테이션의 후속으로 윈도우 2000 프로페셔널이 있으며, 윈도우 NT 4.0 서버의 후속으로 윈도우 2000 서버가 있다.

## 에디션

### 클라이언트
- 윈도우 NT 4.0 워크스테이션

### 서버
- 윈도우 NT 4.0 서버
- 윈도우 NT 4.0 서버, 엔터프라이즈 에디션
- 윈도우 NT 4.0 서버 터미널 서버 에디션

### 임베디드
- 윈도우 NT 4.0 임베디드

## 에디션별 지원 기간
| 에디션            | 출시 날짜        | 지원 종료                                                                  | 주 용도                                          |
| ----------------- | ---------------- | -------------------------------------------------------------------------- | ------------------------------------------------ |
| 워크스테이션      | 1996년 8월 24일  | 2004년 12월 31일 (윈도우 2000 서비스팩 1, 인터넷 익스플로러 4와 동일)      | 기업용                                           |
| 서버              | 1996년 8월 24일  | 2004년 12월 31일 (윈도우 2000 서비스팩 1, 인터넷 익스플로러 4와 동일)      | 일반 서버                                        |
| 엔터프라이즈 서버 | 1997년 일자 미상 | 2004년 6월 30일 (윈도우 2000 RTM, 인터넷 익스플로러 3과 동일)              | 엔터프라이즈 급의 서버                           |
| 터미널 서버       | 1998년 7월 16일  | 2004년 6월 30일 (윈도우 2000 RTM, 인터넷 익스플로러 3과 동일)              | 터미널 서비스 (Terminal Services) 가 필요한 서버 |
| 임베디드          | 1999년 8월 30일  | 2006년 7월 11일 (윈도우 98, 윈도우 98 SE, 윈도우 Me, 윈도우 XP RTM과 동일) | ATM을 비롯한 임베디드 기기                       |

## 서비스 팩
| 버전                | 출시일           |
| ------------------- | ---------------- |
| 서비스 팩 1 (SP1)   | 1996년 10월 16일 |
| 서비스 팩 2 (SP2)   | 1996년 12월 14일 |
| 서비스 팩 3 (SP3)   | 1997년 5월 15일  |
| 서비스 팩 4 (SP4)   | 1998년 10월 25일 |
| 서비스 팩 5 (SP5)   | 1999년 5월 4일   |
| 서비스 팩 6 (SP6)   | 1999년 11월 22일 |
| 서비스 팩 6a (SP6a) | 1999년 11월 30일 |

2001년에 서비스 팩 7의 개발을 완료하고 12월에 출시할 계획이였으나, 4월에 무산되었다.

## 같이 보기
- 윈도우 95
- 윈도우 2000